# Ghislain Printant
Ghislain Printant (Montpellier, 13 mei 1961) is een Frans voormalig voetballer en huidig voetbaltrainer.

## Trainerscarrière
Printant begon zijn loopbaan bij het team uit zijn thuisstad, Montpellier HSC, als assistent. Na een korte periode bij Marvejols keerde hij terug bij Montpellier in de assistent-functie. Na tien jaar deze functie bekleed te hebben werd Printant jeugdtrainer, wel nog steeds bij Montpellier. Dit deed hij nog eens zes jaar, voordat hij dezelfde functie bij SC Bastia aannam. In 2014 promoveerde Printant tot hoofdcoach bij de club op Corsica, als opvolger van Claude Makélélé. In 2015 stond Printant met Bastia in de finale van de Coupe de la Ligue, maar verloor deze met 0–4 van Paris Saint-Germain. In januari 2016 werd hij ontslagen en opgevolgd door François Ciccolini. Een jaar later werd hij assistent-coach onder Jean-Louis Gasset bij Montpellier. In 2017 werd Printant assistent bij AS Saint-Étienne, en in juni 2019 werd hij gepromoveerd tot hoofdcoach. In oktober 2019 werd hij ontslagen.